# Poble aikanã
Els aikanã (també coneguts com Massacá, Massaká, Huari, Corumbiara, Kasupá, Mundé, Tubarão, Winzankyi) són un grup d'indígenes brasilers. Parlen l'aikanã, una llengua aïllada.
Els aikanãs veneren el mite del Kiantô, una cobra gegant amb els colors de l'arc de Sant Martí que presideix el regne dels aigües.

## Ubicació
Els aikanã viuen a l'estat de Rondònia, a la conca del riu Guaporé. Els seus tres pobles formen part de la terra indígena Tubarão-Latundê, situada a 100 quilòmetres de la frontera entre el Brasil i Bolívia i a 180 quilòmetres de la ciutat més propera, Vilhena.

## Demografia
El 2014, els aikanã sumaven 350 individus. Tot i que la majoria viuen als seus pobles, molts resideixen a Vilhena o a altres ciutats properes.

## Història
Els primers contactes dels aikanã amb la població no indígena es van registrar a la dècada de 1940, quan habitaven terres properes al riu Tanaru. El 1940, el Serviço de Proteção ao Índio va inaugurar un lloc de servei on es van enviar els aikanã. A partir d'aquest any, la seva població es va reduir a causa de les morts causades per epidèmies de xarampió i grip.
Entre 1941 i 1943, el geòleg Vitor Dequech va comandar l'Expedição Urucumacuan, enviada per Cândido Rondon a la recerca de jaciments d'or al riu Pimenta Bueno, a l'est del riu Tanaru. Dequech va documentar diversos contactes amb els massacàs, com ell els anomenava.
El 1970 la Fundação Nacional do Índio els va traslladar al territori actual, juntament amb altres dos pobles: els enemics Latundê i kwazá. Els tres pobles tenien la seva pròpia llengua i cultura. En mudar-se a un territori amb sòl de baixa fertilitat, els aikanã van guanyar-se la vida inicialment de l'extracció de làtex. La caiguda del preu del producte va provocar dificultats per als aikanã.